# 津市産業・スポーツセンター
津市産業・スポーツセンター（つし さんぎょうスポーツセンター）は、三重県津市の市営施設で、2017年（平成29年）10月1日に開設した。。

## 概要
指定管理者として津市スポーツ・メッセネットワーク（ミズノ、ミズノスポーツ、国際警備保障）が管理運営に当たる。

## 施設
津市産業・スポーツセンターは、次の施設からなる。
- メッセウイング・みえ（産業展示場、既存）
- サオリーナ（体育館）
- 三重武道館（武道館）

## ギャラリー

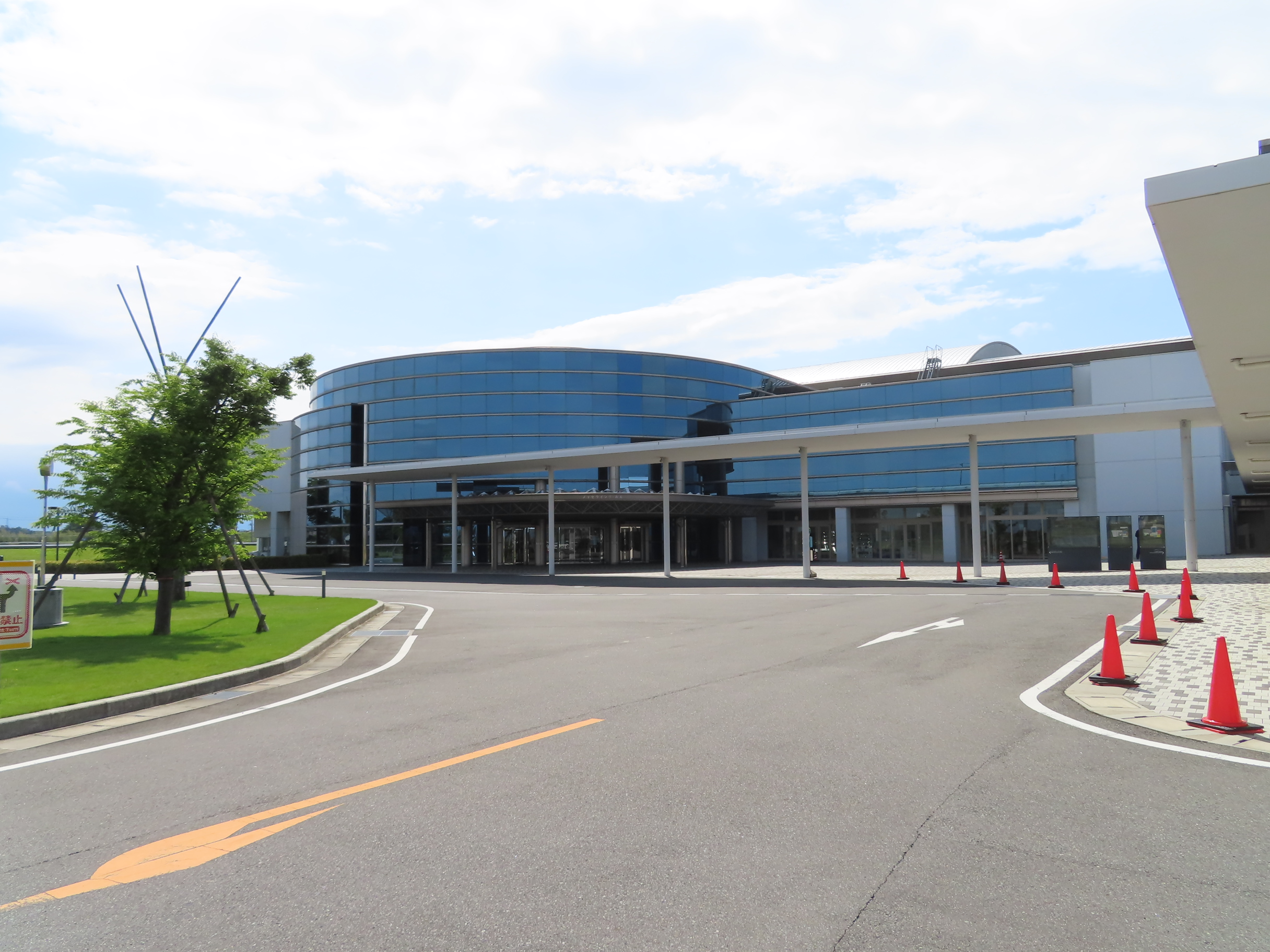
メッセウィング・みえ
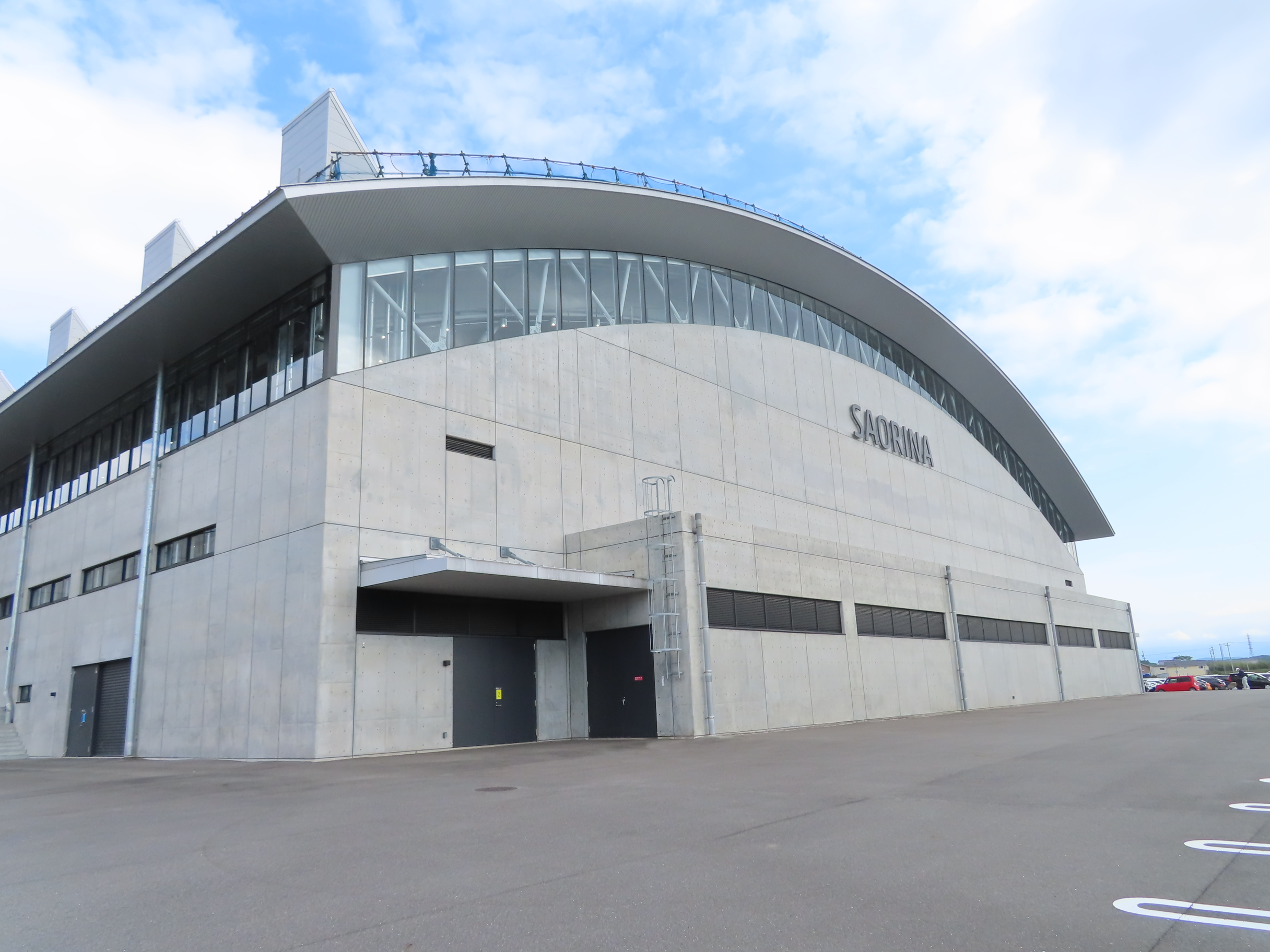
サオリーナ
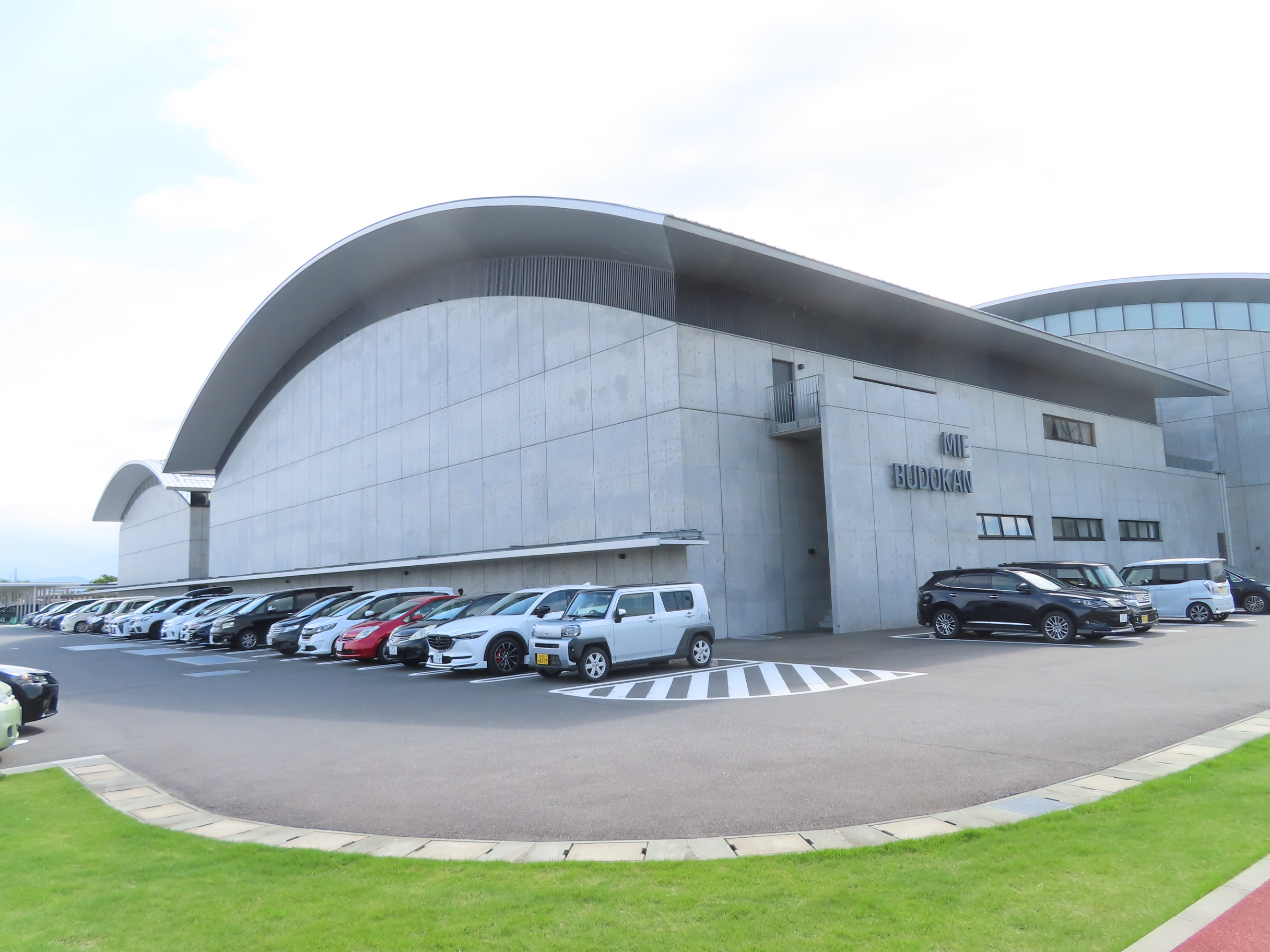
三重武道館